# 氘
氘，又称重氢、氫-2，為氢的一种穩定同位素，元素符号一般为D或2H。它的原子核由一颗质子和一颗中子组成。氘在地球海洋中的含量约为一般氢的6420分之一，因此，在海水中的氢原子中，大约0.0156%为氘。

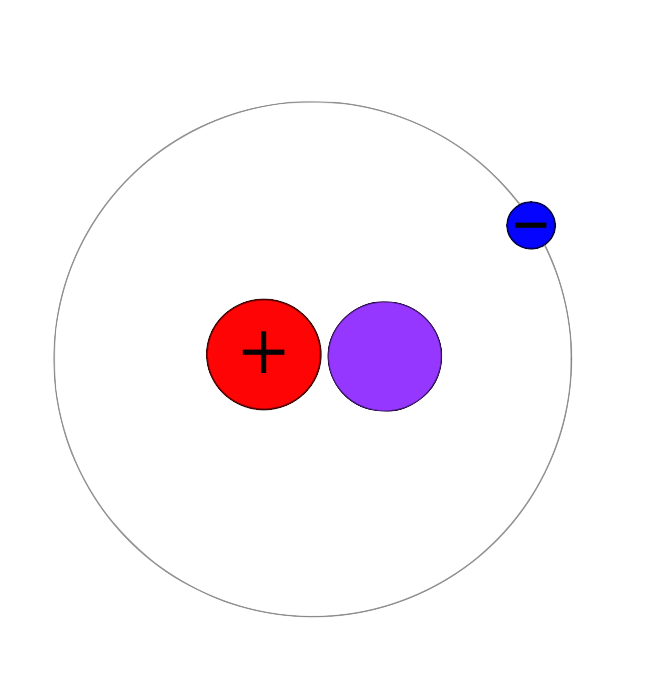
氘是由一个质子、一个中子和一个电子组成的

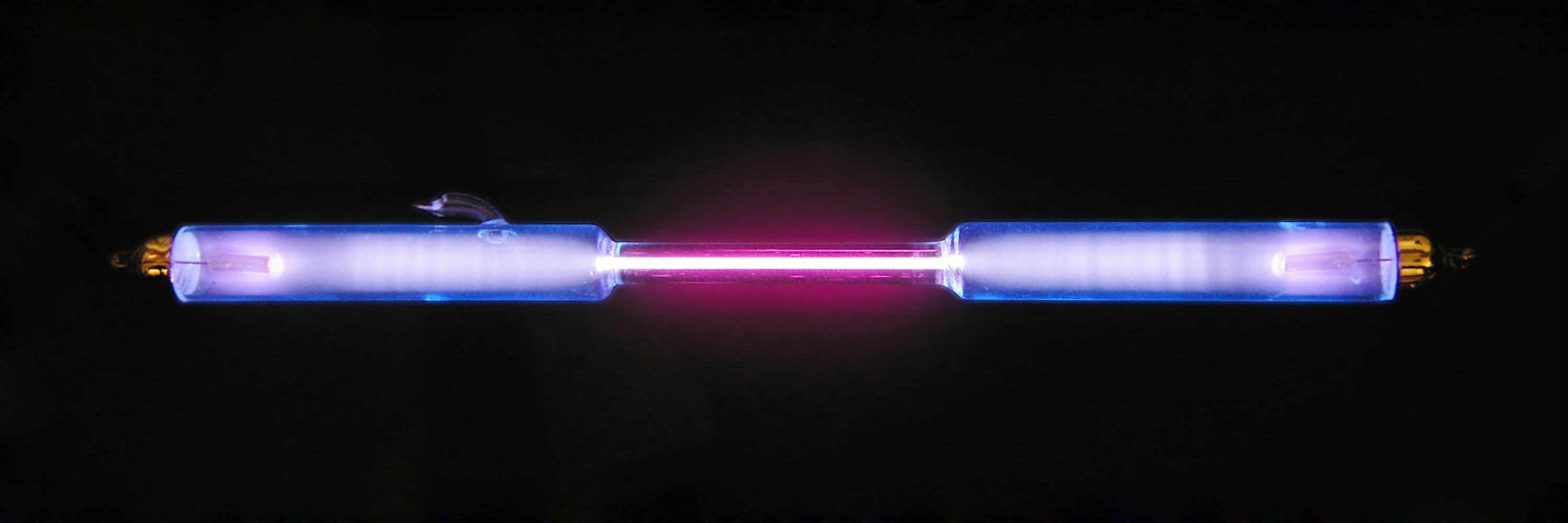
氘放电管

氘氢比目前仍是天文学与气候学中重要的研究课题。

## 簡介
氘是氫的非放射性同位素，符號是{\displaystyle {\ce {D}}}。自然界的氫氣中含極小量的氘，約0.016％，但它同時也是太陽進行核融合的原料。

## 性质
常温常压下为无色无味的气体。

## 历史
1931年底，美国科学家哈罗德·尤里在蒸发了大量液体氢之后，利用光谱检测的方法发现了重氢。尤里因此在1934年获得诺贝尔化学奖。
根据尤里的提议，重氢被命名为Deuterium。这个单词来自deúteros，在希腊语中是“第二”的意思。

## 反氘
氘的对应反物质是反氘，其原子核拥有一颗反质子及反中子，反氘核於1965年最先由欧洲核子研究委员会及美国布鲁克黑文国家实验室制成，但至今仍未曾成功製造到一颗拥有正电子的完整反氘原子。

## 製備
1. 用重水電解。
2. 由液氫低溫蒸鎦。

## 参見
- 重水（{\displaystyle {\ce {D2O}}}）：由氘与氧结合而成的水分子，在核反应中可以用來減慢中子的速度。氘与氚一樣，都是制造氢弹的原料。

## 外部連結
- Nuclear Data Center at KAERI （页面存档备份，存于）
- . ALSOS: The Digital Library for Nuclear Issues.   [26 November 2019]. （原始内容存档于5 May 2010）.
- Mullins, Justin. . New Scientist. 27 April 2005  [2021-11-05]. （原始内容存档于2021-12-26）.
- Lloyd, Robin. . Space.com. 21 August 2006  [2021-11-05]. （原始内容存档于2021-11-05）.

| 相邻较轻同位素: 氫-1 | 氘是 氫的同位素 | 相邻较重同位素: 氫-3 |
| 母同位素： —         | 氘的 衰變鏈     | 衰變產物為 稳定      |